# Kościół Świętych Apostołów Piotra i Pawła w Radomierzycach
Kościół Świętych Apostołów Piotra i Pawła – rzymskokatolicki kościół filialny należący do parafii Narodzenia Najświętszej Maryi Panny w Osieku Łużyckim (dekanat Zgorzelec diecezji legnickiej).

## Historia
Świątynia w Radomierzycach była wzmiankowana już w XIII wieku. Następna, zbudowana została na początku XVI wieku, spłonęła w 1686 roku, i została odbudowana około 1700 roku oraz wyremontowana pod koniec XIX w.

## Architektura
Budowla barokowa, orientowana, murowana z kamienia, składa się z nawy głównej, do której przylega prezbiterium zakończone trójbocznie, natomiast z obu stron nawy są dobudowane piętrowe skrzydła, na osi korpusu jest umieszczona kwadratowa wieża, zakończona iglicowym dachem hełmowym z prześwitem od zachodu. Kościół nakryty jest dachami wielopołaciowymi, wnętrze nakrywa sklepienie krzyżowe, portale i okna w opaskach mają kształt prostokąta.

## Wyposażenie
We wnętrzu można zobaczyć barokowy i rokokowy wystrój i wyposażenie, m.in. drewniany, polichromowany ołtarz i ambona z XVIII stulecia, tablica z napisem z 1712 roku, a także prospekt organowy wykonany w II połowie XIX wieku. 

## Otoczenie
W murach obwodowych zachował się zespół kamiennych nagrobków i epitafiów z XVII i XVIII stulecia. W murze cmentarnym jest umieszczony nagrobek rycerza „de Losowa”zmarłego w 1313 roku.